# Windows Live Spaces
Windows Live Spaces — це сервіс введення блогів, створений американською корпорацією Microsoft. З 2008 року позиціонується як соціальна мережа.
З 2009 року на Windows Live Space з'явилася мережа яка об'єднує кількість активностей в Інтернеті. Більше не потрібно відвідувати десяток улюблених сайтів свого друга, щоб дізнатися, чим він живе в різних соціальних мережах — все об'єднав Windows Live. Кожен користувач може вказати свій акаунт з безлічі представлених на Live Spaces сервісів і активність на них буде відображатися на головній сторінці користувача
Деякі можливості:
- зберігання фотографій
- зберігання музичних плейлистів
- RSS -експорт
- доступ до блогу з мобільних пристроїв
- кожному користувачеві дається 25 Гб вільного простору для розміщення даних
- гнучко настроюються стилі і теми для оформлення своєї сторінки
- можливість інтеграції з іншими сервісами Windows Live

## Критика
Неможливість повного видалення вмісту блогу з допомогою наявних робочих засобів. У випадку додавання користувача в список осіб, що мають дозвіл на перегляд сфери він залишається в цьому списку назавжди з можливістю відключення, але не видалення. Неясна інтеграція сервісів один з одним, наприклад автоматичне додавання в Messenger друзів зі сфери, так само створює проблеми з їх подальшим видаленням. При роботі зі службами Windows Live перш за все виникає враження існування тіньових списків, недоступних самому користувачеві. Наприклад до списку контактів Messenger можна додати співрозмовника, але не завжди — видалити, так само відомі випадки, коли видалені співрозмовники з'являлися у списку знову.

## Закриття «Сфер» і перенесення блогів наWordpress
У кінці жовтня 2010 року користувачам даного сервісу були розіслані оповіщення про закриття Сфер Windows Live 16 березня 2011. У листі зазначалося, що зроблено це з метою «поліпшення функціональності блогів, включаючи інтегровану систему статистики, тривале зберігання чернеток і удосконалення технології боротьби з небажаними повідомленнями.»
Користувачам пропонується перенести свої блоги, які вони вели в даному сервісі, на сервіс компанії-партнера Wordpress.com. З кінця вересня блог можна імпортувати на вищевказаний сайт з збереженням утримання, фотографій, але без збереження таких речей, як гаджети, гостьова книга, списки, замітки і чернетки записів. З 4 січня 2011 більше не буде можливості вносити зміни в блог в Сферах Windows Live, однак можна буде продовжувати переглядати колишні записи, завантажувати вміст і зберігати його на майбутнє, а також оновити блог, перемістивши його в службу WordPress.com.